# 瑟尔基河
瑟尔基河，位于中华人民共和国河北省张家口市尚义县，是东洋河左岸支流，河名源自蒙古语意为“水流很直的河”，发源于尚义县套里庄乡小水泉村，自东北向西南，流经套里庄村、小西沟村、红土梁镇豆腐窑村、土木路村、榆树湾村、小蒜沟镇阎家窑村、勿乱沟村等地，于下纳岭村以西汇入东洋河。河流全长39.5千米，流域面积688.3平方千米，年均径流量6200万立方米。流域地处西北阴山支脉大青山西部，沿岸地势起伏，切割明显。